# DENIS 0334-49
DENIS 0334-49 (= 2MASS J03341218-4953322) is een bruine dwerg met een spectraalklasse van M9. De ster bevindt zich 28,96 lichtjaar van de zon.